# Screen Actors Guild-díj
A Screen Actors Guild-díj (röviden SAG-díj) egy filmes díj, mellyel a SAG-AFRA (Screen Actors Guild‐American Federation of Television and Radio Artists) elnevezésű amerikai színészszakszervezet jutalmazza az általa legjobbnak tartott filmes, illetve főműsoridőben (primetime) sugárzott televíziós alakításokat.
A díjat jelképező, „The Actor” (vagyis „A Színész”) névre keresztelt szobor egy meztelen férfialakot ábrázol, kezében egy-egy (komikus és tragikus arckifejezést mutató) színházi maszkkal. A szobor 41 cm magas, kb. öt és fél kilót nyom és tömör bronzból készíti el a burbanki American Fine Arts Foundry nevű öntőműhely.
A SAG-díj átadása 1995 óta Hollywood egyik fontos díjátadó rendezvényének számít. A jelölésekről egy filmes és egy televíziós bizottság dönt, melyek mindegyike – évente véletlenszerűen kiválasztott – 2500-2500 szakszervezeti tagból áll. A teljes szakszervezeti tagság (2012-ben 165 000 fő) szavazati joggal bír. A díj megnyerését egy későbbi Oscar-díjas győzelem indikátorának tartják. A díjátadót 1998 óta a TNT sugározza, 2007 óta párhuzamosan a TBS is közvetíti.

## Kategóriák

### Mozifilmek
- Legjobb szereplőgárda (mozifilm)
- Legjobb férfi főszereplő
- Legjobb női főszereplő
- Legjobb férfi mellékszereplő
- Legjobb női mellékszereplő
- Legjobb kaszkadőrgárda (mozifilm)

### Televíziós műsorok
- Legjobb szereplőgárda (drámasorozat)
- Legjobb szereplőgárda (vígjátéksorozat)
- Legjobb színész (drámasorozat)
- Legjobb színésznő (drámasorozat)
- Legjobb színész (vígjátéksorozat)
- Legjobb színésznő (vígjátéksorozat)
- Legjobb színész (minisorozat vagy tévéfilm)
- Legjobb színésznő (minisorozat vagy tévéfilm)
- Legjobb kaszkadőrgárda (televíziós sorozat)

### Életműdíj
- Screen Actors Guild-életműdíj

## Fordítás
- Ez a szócikk részben vagy egészben  a   Screen Actors Guild Award című angol Wikipédia-szócikk ezen változatának fordításán alapul.  Az eredeti cikk szerkesztőit annak laptörténete sorolja fel. Ez a jelzés csupán a megfogalmazás eredetét és a szerzői jogokat jelzi, nem szolgál a cikkben szereplő információk forrásmegjelöléseként.